# Aleuterne
Aleuterne (engelsk: Aleutian Islands) er en kæde af mere end 300 øer i det nordlige Stillehav og strækker sig fra Alaska i USA mod Kamtjatkahalvøen i Rusland. Øgruppen skiller Beringshavet fra Stillehavet. Arealet er 17.666 km² og øerne strækker sig over 1900 km. Der er 8.162 indbyggere (2000) på øgruppen, hvoraf 4.283 bor i byen Unalaska på øen af samme navn. Der er 57 aktive vulkaner, og der forekommer ofte jordskælv. Befolkningen, aleutere, der står eskimoerne nær, lever af fiskeri og fiskeindustri.
Nord for Aleuterne ligger det forholdsvis lave Beringshav, syd for øerne falder havbunden brat mod de store dybder i Stillehavet. Stræderne mellem de enkelte øer er af vidt forskellig dybde. Aleuterne deles i fire grupper:. Nærmest Amerika ligger Ræve-øerne (Unimak 3610 km², Akutan, Unalashka 3090 km², Umnak m.fl.), i midten Andreanof-øerne (Amlia, Atkha, Kagalaksa, Adakh, Kanaga, Tanaga), længere mod vest Rotte-øerne (Semeisopochnoi, Amchitka, Sitkhin, Kyshka) og de nærliggende (Attu, Agattu). Øernes areal er 16.585 km².

## Landskab
Aleuterne er af vulkansk oprindelse og stiger stejlt op af havet. Set derfra gør de et vildt og lidet tiltalende indtryk. Overalt er der mørkebrune, rødlige klippevægge, mod hvilke bølgerne brydes med stor voldsomhed, og de talrige skær, der ligger foran de større øer, vanskeliggør i høj grad landingen. Den vulkanske virksomhed er meget livlig, og sjældent går et år, uden at der finder et udbrud sted. Den højeste og smukkeste af alle vulkanerne er det kegleformede Shishaldin (2729 m) på Unimak. Bjerget havde heftige askeudbrud 1826-27. Også nydannelse af øer er ikke sjælden: Bogoslov er hævet under voldsomme eksplosioner i 1796, Grewingk i 1883), og på alle øerne findes varme kilder.

## Klima
Aleuternes klima er subarktisk og kendetegnes ved stor fugtighed. Tåge og skyer tilhyller ofte de store vulkankegler, så kun toppene rager frem. Unalashka har næppe en halv snes tågefri dage om året. Vintertemperaturen ligger på -5 – +2° Celsius; sommertemperaturen ligger på 10 – 13° Celsius. Sneen bliver liggende længere på bjergene, men i modsætning til den stærke udvikling af gletsjere i Elias-kæden på det amerikanske fastland har kun Atka vest for Unalashka ægte gletsjere.

## Plantevækst
Når undtages en del lavt pile- og ellekrat er Aleuterne træløse. Man har forsøgt at plante fyr, men med ringe held. Som bygningsmateriale benyttes traditionelt drivtømmer.
Vegetationen består for øvrigt mest af stenbræk, lyng, græs og mosser. I øst viser de forskellige plantearter nærmest slægtskab med Amerika. Mod vest har floraen et rent polart præg.

## Dyreliv
Landfaunaen indskrænker sig væsentlig til en del smågnavere, polarræve og søfugle, men langs kysterne træffes i ringere tal end tidligere hvaler, sæler, hvalros og havodder. Havet har fisk i overflod, og som husdyr holdes hunde og rensdyr.

## Biosfærereservat
I 1976 anerkendte UNESCO øgruppen som et biosfærereservat.

## Befolkning
De oprindelige beboere, der er inuitter (aleutere), kaldte sig selv Unungun eller Kagataya Kungios eller "østfolk", hvad der antyder en oprindelse fra Alaska. Det understreges af deres sprog, der er polysyntetisk som indianersprogene. I udseende, dragt og erhvervskultur mindede aleuterne om eskimoerne, og de drev også traditionel jagt på havpattedyrene i kajaklignende skindbåde, der antagelig er et oprindeligt kulturlån fra eskimoerne. Den fredsommelige befolkning, der skildres af de ældre forfattere som Cook og Veniaminov, blev stærkt påvirket af russernes og særlig de russiske pelshandleres ublide fremfærd.

## Historie
Aleuterne blev i 1741 opdaget af danskeren Vitus Bering, der ledede en russisk ekspedition. Han døde samme år på en ø, nu kaldt Bering Ø (engelsk: Bering Island), ud for Kamtjatka-halvøen. 1760 blev øerne omhyggeligt undersøgt af kaptajn Krenitzein og 1778 af James Cook. Russiske pelshandlere besøgte i de næste år i stedse stigende antal øerne. 1799 oprettedes det russisk-amerikanske Pelsværkskompagni, og 1867 solgte Rusland øerne tillige med Alaska til USA.
Under 2.verdenskrig og under den kolde krig havde øerne stor strategisk betydning og der opførtes store militære anlæg.

### Atombombeforsøg og protest
I september 1971 protesterede en lille gruppe fredsaktivister fra "Don't Make a Wave Committee" med Phyllis Cormack nær Aleut-øen Amchitka. Med deres protest forsøgte gruppen at forhindre en amerikanske atombombeforsøg. Bomben blev spængt underjordisk. Selv om gruppen ikke forlangte at forsøget skulle stoppe, gav det genlyd i den offentlige kommunikation. Denne aktion betragtes som begyndelsen til Greenpeace.